# 愛の伝説
『愛の伝説』（あいのでんせつ、露原題：Легенда о любви、英：Legend of Love）は、1961年に初演された全3幕のバレエ作品である。台本はトルコ出身の詩人で共産主義者としても知られるナーズム・ヒクメットの同名戯曲に題材をとり、音楽はアゼルバイジャン出身の作曲家アリフ・メリコフ、振付はユーリー・グリゴローヴィチによる。
女王メフメネ＝バヌーとその妹シリン、宮廷画家のフェルハドの男女3人による愛と義務との間の葛藤、そして献身と自己犠牲の物語である。グリゴローヴィチは当時のソビエト・バレエにありがちだったマイム多用による平板な表現を避け、踊りによって物語を展開することを試みている。人間の精神と意志の力を讃えたこの作品はグリゴローヴィチの代表作の1つとして評価され、とりわけ東欧諸国で頻繁に上演されている。

## 作品について
ナーズム・ヒクメットはトルコの名家の生まれであるが、1920年代にモスクワに留学して東方勤労者共産大学に学んだ。帰国後は共産党員として活動し、演劇活動も行っていたが1938年に反政府活動容疑で逮捕されて28年の刑を科せられた。ナーズムの釈放を求める動きはトルコ国内だけではなくアメリカやソビエト連邦にも広がり、1950年7月に釈放されて翌年にはソビエト連邦に亡命している。『愛の伝説』は古い伝説をもとにして投獄中に執筆されたもので、女王メフメネ＝バヌーとその妹シリン、宮廷画家のフェルハドの男女3人の愛憎と「鉄の山」に水をせき止められた民衆の苦しみが重なり合い、やがてフェルハドは自己を犠牲にして民衆のために献身することを誓う物語である。
音楽はアゼルバイジャン出身の作曲家アリフ・メリコフが手がけた。メリコフは1933年にバクーで生まれ、アゼルバイジャン音楽院でカラ・カラーエフの指導を受けて作曲を学んだ。『愛の伝説』の他にも、『ふたり』などのバレエ音楽や映画音楽なども手掛けている。
当時キーロフ・バレエ団に所属していたグリゴローヴィチは、セルゲイ・プロコフィエフの『石の花』の新演出の成功により新進振付家として注目されるようになっていた。『石の花』に続く作品が『愛の伝説』に決まると、グリゴローヴィチはマイムに頼らず踊りによって物語を展開することを試みてこの作品に取り組んだ。彼の振り付ける作品では、群舞はソリストとともに登場してその分身となり、時にはソリストの心情を代弁して物語の進行を担う役割を負うなど、ソリストと同等かそれ以上の役割を果たすことがしばしば見られる。群舞の1グループが退場すると、すぐに次のグループが登場して踊りを繋ぎ、連続して繰り広げられる様々な踊りの印象が物語を浮かび上がらせてゆく手法は、第2幕のシリンとフェルハドの逃避行とそれに続くメフメネ＝バヌーによる追跡と捕縛の場面などで効果的に使われた。
『愛の伝説』の初演は、レニングラード（当時）のキーロフ・バレエ団によって1961年3月23日に行われた。主役のシリンにイリーナ・コルパコワ、女王メフメネ＝バヌーにはオリガ・モイセーエワ、2人の姉妹に愛される宮廷画家フェルハドにアレクサンドル・グリボフを配し、好評を得て翌年にはノヴォシビルスクで再演された。1963年には作曲家メリコフの故郷バクー、1964年にはチェコスロヴァキア（当時）のプラハでも上演され、いずれもグリゴローヴィチが振付と演出を担当した。
1964年にグリゴローヴィチはボリショイ・バレエ団に移籍し、1965年4月15日にこの作品を再演した。配役はシリンにナタリア・ベスメルトノワ、メフメネ＝バヌーにマイヤ・プリセツカヤ、フェルハドはマリス・リエパが主演し、こちらも好評を博し、ボリショイ・バレエ団のレパートリーとして定着している。

## 物語

### 主な登場人物
1. メフメネ＝バヌー：東方の国を治める女王。
2. シリン：女王メフメネ＝バヌーの妹。重病に苦しんでいたが、メフメネ＝バヌーの犠牲によって病は癒える。
3. フェルハド：宮廷画家。シリンとメフメネ＝バヌーの双方から愛される。
4. 見知らぬ男：放浪の托鉢僧。シリンの重病を治すことができる唯一の人物。

### あらすじ
第1幕
- 第1場

女王メフメネ＝バヌーの宮殿は、妹シリンが病で死の床に臥しているために重苦しい空気に包まれている。そこへ1人の見知らぬ男が現れる。放浪の托鉢僧と名乗るその男は、シリンの重病を癒す術を知っているという。メフメネ＝バヌーは見知らぬ男に大量の金銀財宝や王位すら譲ってもよいと申し出るが、男は「あなたの美貌を犠牲にせねばならない」と宣告する。メフメネ＝バヌーはその厳しい条件を受け入れ、シリンの重病は癒える。そしてメフメネ＝バヌーは鏡に向かい、己の変貌に愕然とする。
- 第2場

宮廷画家のフェルハドは、出来上がったばかりの宮殿の彩色を仲間とともに行っている。メフメネ＝バヌーとシリンは大臣や廷臣たちを引き連れてその場を通りかかる。姉妹はともにフェルハドに心を惹かれるが、1度は立ち去ってゆく。しばらくしてシリンのみがフェルハドのもとに戻ってくる。フェルハドもシリンに心を惹かれ、2人は恋に落ちる。
第2幕
- 第1場

メフメネ＝バヌーはフェルハドへの恋に思い悩む。道化たちや踊り子たちも彼女を楽しませることはできず、彼女の心からフェルハドの存在は消えない。
- 第2場

自室でシリンがフェルハドのことを思っていると、まさにそこへフェルハド自身が現れる。彼の手引きで2人は宮殿から駆け落ちを企てる。しかしこの企てはすぐに露見し、報告を受けたメフメネ＝バヌーは激怒して2人の捕縛を命じる。シリンとフェルハドは追っ手に捕縛され、メフメネ＝バヌーの前に引き出される。メフメネ＝バヌーは2人に激しい怒りを抱きながらも、国境にそびえ立つ「鉄の山」を切り開いて水路を完成させたならば、2人の仲を許すと命令する。フェルハドはその命令を受け入れ、「鉄の山」へと向かって旅立つ。
第3幕
- 第1場

「鉄の山」のせいで民衆は水不足に苦しんでいる。日ごとに水は涸れてゆくが彼らには打つ手がなく、ただ滅亡が近づくのを待つだけである。
- 第2場

フェルハドはただ1人で「鉄の山」の山中にこもっている。彼の心には、水路を切り開く夢想とともにシリンの面影が繰り返し立ち現れる。
- 第3場

メフメネ＝バヌーは良心の呵責に苛まれている。それでも彼女は自分が昔日の美貌を取り戻し、フェルハドと愛し合う日々を夢想する。そこへシリンが現れ、メフメネ＝バヌーの夢想は中断される。シリンはフェルハドを許してほしいと哀願し、2人は「鉄の山」に向かうことになる。
- 第4場

フェルハドは熱心に「鉄の山」での困難と闘っている。そこへメフメネ＝バヌーとシリンが大勢の従者を引き連れて現れる。メフメネ＝バヌーはフェルハドの罪を許し、シリンとの仲を認めると告げる。しかし、フェルハドは民衆の願いと期待を裏切ることができなくなっていた。彼はシリンに永遠の別れを告げて、民衆の幸せのために「鉄の山」にとどまることを選ぶ。